# Malasari (Nanggung)
Malasari is een bestuurslaag in het regentschap Bogor van de provincie West-Java, Indonesië. Malasari telt 7926 inwoners (volkstelling 2010).